# 坩堝の電圧
『坩堝の電圧』（るつぼのぼるつ） は、くるりの10枚目のオリジナル・アルバム。2012年9月19日にSPEEDSTAR RECORDSから発売された。　 　　 　

## 概要
オリジナルアルバムとしては前作『言葉にならない、笑顔を見せてくれよ』より2年ぶりのアルバム。吉田省念、ファンファン加入後初のアルバムとなった。
収録曲は全19曲とくるりのオリジナルアルバム史上最多収録曲数、最長収録時間である。またくるり史上初めて、メンバー全員がメインボーカルを担当する楽曲が収録されている。
2012年2月から韓国・日本にてレコーディングが行われた。その間に行われたツアーにて、本作収録曲が先行披露された。
本作はCD+DVD+写真集の初回盤A、CD+DVDの初回盤B、CDのみの通常盤3形態での発売となった。くるりの作品で3形態以上での作品発表は初めてである。初回盤Aには、写真家・奥山由之によるツアー密着の写真集「電圧の坩堝（ぼるつのるつぼ）」（全120P）が付いている。また、DVDには先行シングル「everybody feels the same」、本作リードトラックである「chili pepper japonês」のPVが収録されている。
発売に際し、公式サイトの岸田日記では、岸田による全曲解説が行われた。

## 収録曲
全作詞・作曲：岸田繁（特記以外）
1. white out (heavy metal) ホワイト・アウト (4:24)
（作曲：くるり）
2. chili pepper japonês チリペッパー・ヤポネス (1:19)
（作曲：くるり）
本作のリードトラック。PVが制作された。PVにはテレビ朝日系『タモリ倶楽部』の1コーナー「空耳アワー」のVTRでおなじみの及川達郎、有田久徳、中山裕介、野田美弘が出演している。
くるり史上最速BPMの楽曲である。
3. everybody feels the same フィール・ザ・セイム (3:45)
（作詞：くるり）
先行シングル曲。
4. taurus タウラス (3:37)
（作曲：岸田繁・ファンファン）
5. pluto プルートゥ (0:57)
（作曲：くるり）
次曲の中で使われているいくつかのトラックを逆再生したものに、オーバーダブとエフェクトを施したもの[1]。
6. crab,reactor,future 蟹と原子炉の未来 (2:56)
（作曲：岸田繁・吉田省念）
7. dog ドッグ (3:34)
（作詞・作曲：吉田省念）
吉田の手による楽曲。リードボーカルも吉田が担当している。
8. soma 相馬 (4:49)
9. o.A.o 咲く花は夢のよう (5:05)
（作曲：くるり）
先行シングル『everybody feels the same』カップリング曲。大鵬薬品「チオビタドリンク」CMソング。
10. argentina アルゼンチン (4:54)
岸田曰く「今作の中でも、随一のふざけた曲」[2]。歌詞が完成した時点で「ふざけよう」というコンセプトが決定したという。
冒頭のナレーションはファンファンが担当。標準語アクセントがうまくいかず何度もやり直した。
11. falling フォーリング (2:38)
（作曲：岸田繁・吉田省念）
12. dancing shoes ダンシング・シューズ (2:32)
サポートドラマーのあらきゆうこの、「マイナー・キーで速い曲がやりたい」というリクエストに応える形で作られた楽曲[3]。
13. china dress 私を見つけた (2:53)
（作詞：沈静）
全北京語詞の楽曲。本作中最も古い楽曲で、2004年には既に存在していた。当初はダンスナンバーであったが、オリエンタルなメロディーなので中国語の歌詞を乗せようと、北京のバンド友達に作詞を依頼したという[3]。
メインボーカルはファンファンが担当。彼女が大学時代に中国語を履修していたことからボーカルをとることに。
14. my sunrise マイ・サンライズ (3:36)
先行シングル「everybody feels the same」カップリング曲
15. bumblebee バンブルビー (3:52)
（作曲：くるり）
タイトルの「バンブルビー」とはクマバチの意味。
16. jumbo ジャンボ (4:20)
（作詞・作曲：佐藤征史）
佐藤の手による楽曲。メインボーカル・ギターソロも佐藤が担当している。
17. 沈丁花 (5:23)
18. のぞみ1号 (4:20)
19. glory days グローリー・デイズ (7:24)
本作のリードトラックの1曲で、PVが制作されている。PVは「ばらの花」と同じロケ地である、福島県いわき市の薄磯海岸にて撮影された。
終盤に「everybody feels the same」「ばらの花」「ロックンロール」「東京」の一節が歌われている。

## 演奏
- 岸田繁
  - Lead Vocal (#1-6.8-12.14.15.17.18.19)
  - Harmony (#1.3-7.9.10.11.12.14.15.16)
  - Guitar (#1.2.4-12.14.15.17.18.19)
  - Effects (#1.5.11.15)
  - Rhythm Guitar (#3)
  - Bouzouki (#4.6.10.14)
  - Percussion (#5)
  - Handclap (#6.10)
  - Organ (#9.16)
  - Hapi Drum (#9)
  - Cowbell (#11)
  - Tambourine (#15)
  - Programming (#16)
  - Blues Harp (#19)
- 佐藤征史
  - Bass Guitar (#1-7.9.10.11.12.14.15.16.19)
  - Background Vocal (#2.3.15.19)
  - Crab Sound & Harmony (#5.6)
  - Percussion (#5.7.16)
  - Handclap (#6.10)
  - Fretless Bass (#8.18)
  - Lead Vocal & Lead Guitar (#16)
- 吉田省念
  - Guitar (#1.2.5.6.7.9.11.14.16)
  - Cello (#1.2.4.5.6.9.10.14.17.18.19)
  - Background Vocal (#1.2.3.9.11.15.19)
  - Lead Guitar (#3.8.10.12.15.19)
  - Percussion (#5)
  - Harmony (#5.6.10.16)
  - Handclap (#6.10)
  - Lead Vocal (#7)
  - Banjo (#10.14)
- ファンファン
  - Horn Section (#1.5.6.15.19)
  - Background Vocal (#1.2.3.4.9.12.14.15.19)
  - Trumpet Solo (#2.3.4.7.8.10.11.14.16)
  - Piano (#4.9)
  - Percussion (#5)
  - Handclap (#6.10)
  - Announcement & Harmony (#10)
  - Screaming (#11)
  - Diva (#13)
- あらきゆうこ
  - Drums (#1-12.14.15.16.19)
  - Percussion (#1.2.8.10.11.14)
  - Background Vocal (#3)
  - Tambourine (#6)
- BOBO
  - Percussion (#1.4.9.19)
  - Tambourine (#3.12)
  - Background Vocal (#3.15)
  - Harmony & Handclap (#10)
- 堀江博久
  - Organ (#3.10.19)
  - Piano (#7.8.13.18)
  - Clavinet (#15)
- 小山田壮平＆藤原寛 (andymori)、宮崎洋一、前田洋介、古賀健一、土岐彩香、BEAK HEE SUNG, KIM SANG HYUK, KEON SUN WOOK, JUNG YOUNG EUN, HWANG HO YOUNG, VATA：Background Vocal (#3)
- 高田漣：Pedal Steel (#8)